# Плотников Олексій Володимирович
Олексій Володимирович Плотников (рос. Алексей Владимирович Плотников; 11 жовтня 1975, м. Уфа, Росія) — російський хокеїст, захисник. Виступає за «Металург» (Жлобин) у Білоруській Екстралізі. Майстер спорту. 
Вихованець хокейної школи «Салават Юлаєв» (Уфа). Виступав «Салават Юлаєв» (Уфа), «Амур» (Хабаровськ), «Німан» (Гродно), «Керамін» (Мінськ), «Трактор» (Челябінськ).
Досягнення
- Бронзовий призер чемпіонату Росії (1995, 1996 — чемпіонат МХЛ, 1997 — РХЛ)
- Чемпіон СЄХЛ (2004)
- Чемпіон Білорусі (2008, 2012), срібний призер (2004), бронзовий призер (2003, 2011)
- Володар Кубка Білорусі (2008, 2011), фіналіст (2010).